# Vorschau & Rückblick
Vorschau & Rückblick (V&R) ist eine monatlich in der sächsischen Stadt Radebeul erscheinende kulturelle Regionalzeitschrift. Sie wurde 1990 gegründet, ihr Vorläufer, Die Vorschau, existierte von 1954 bis 1963.

## Geschichte

### 1954–1963
Die regionale Kulturzeitschrift Die Vorschau für Radebeul, Moritzburg und Radeburg wurde 1954 auf Initiative von Helmut Rauner und Alfred Fellisch gegründet. Das weitgehend werbefinanzierte Blatt mit redaktionellem und umfangreichem Veranstaltungsteil erschien ab Juni 1954 monatlich im Umfang von 32 Seiten. Herausgeber waren die Stadt Radebeul und der Deutsche Kulturbund, Ortsgruppe Radebeul. Der Redaktion gehörten u. a. Curt Reuter und Günter Rehschuh an. Trotz ihrer großen Beliebtheit und mehrfachen Auszeichnungen (1960–1962 bester Kulturspiegel des Bezirks Dresden) musste Die Vorschau Ende 1963 wegen wiederholt kritischer Beiträge eingestellt werden.

### Seit 1990
Nach der politischen Wende 1989/1990 knüpfte eine aus dem Neuen Forum hervorgegangene Bürgerinitiative an die Tradition der vorherigen Vorschau an. Herausgeber war zunächst die Bürgerinitiative Kultur Radebeul, zu deren Gründungsmitgliedern Karin Gerhardt, Ulrike Kunze, Ilona Rau, Friedemann Nawroth und Wolfgang Zimmermann gehörten. Die damals neu gegründete Monatszeitschrift mit dem Namen Vorschau & Rückblick erscheint monatlich seit Mai 1990 und hat die Pflege und Vermittlung der kulturellen Identität der Lößnitzstadt Radebeul sowie der umliegenden Gemeinden zur Aufgabe. Maßgeblichen Anteil an der erfolgreichen Wiederbelebung hatte der 2009 verstorbene langjährige verantwortliche Redakteur Dieter Malschewski. Seit 1993 wird das ehrenamtlich produzierte Periodikum vom Verein Radebeuler Monatsheft e. V. herausgegeben und liegt an zahlreichen Stellen in Radebeul und Umgebung zur kostenlosen Mitnahme aus. Darüber hinaus ist Vorschau & Rückblick seit 2011 mit einem eigenen Internetauftritt vertreten. Auf Vorschlag der Großen Kreisstadt Radebeul wurde der Verein 2016 für den Sächsischen Bürgerpreis vorgeschlagen.

## Inhalt
Mit einer Mischung aus Information und kritischen Beiträgen hat das Monatsheft einen Platz in der Radebeuler Medienlandschaft erworben. Vorschau & Rückblick führt die Tradition des Vorläufers insofern auch weiter, als heute wie damals Porträts, Rezensionen und heimatgeschichtliche Aufsätze ebenso einen Platz haben wie Beiträge zu Architektur, Denkmalpflege, Kunst und Kultur.